# Thomas Bellerby Wilson
Pour les articles homonymes, voir Thomas Wilson (homonymie) et Wilson.
Thomas Bellerby Wilson est un médecin et un naturaliste américain, né le 17 janvier 1807 à Philadelphie en Pennsylvanie et mort le 15 mars 1865 à Newark.

## Biographie
Il étudie la médecine dans sa ville natale. Son cabinet était très recherché et il connaît un grand succès.
Il se consacre à l’histoire naturelle et notamment à l’étude des oiseaux. Sa collection est riche de 26 000 spécimens.
Il est élu en 1832 à l’Academy of natural sciences of Philadelphia et participe dès lors à ses travaux. Il donne à cette institution sa collection ainsi que sa bibliothèque. Grâce à son action, par exemple, il achète la collection des oiseaux de John Gould (1804-1881) en 1848 permettant ainsi à l’Academy de posséder la troisième plus grande collection ornithologique du monde.
Il charge John Cassin (1813-1869) d’en réaliser le catalogue.

## Classification taxonomique du vivant
En 1863, Wilson & Cassin présentaient une contribution devant l'Académie des sciences naturelles de Philadelphie dans laquelle ils considéraient l'existence d'un troisième règne du vivant Primalia en supplément des deux règnes Vegetabilia et Animalia créés par Linné dans son Systema Naturae.
Selon le compte-rendu publié par l'Académie en 1864, le règne Primalia était composé de cinq sous-règnes :
- Règne Primalia
  1. Sous-règne Algae
  2. Sous-règne Lichenes
  3. Sous-règne Fungi
  4. Sous-règne Spongiae
  5. Sous-règne Conjugata